# Негативная свобода
Негати́вная свобо́да характеризуется как свобода от насильственного вмешательства других людей и используется в качестве противопоставления позитивной свободе, которая определяется как свобода индивида от ограничений социальной системы внутри общества, таких как классизм, сексизм или расизм.
Негативное понятие свободы является центральной идеей либертарианства и классического либерализма, что отличает его от социал-либерализма (в США также используют сокращенное название — либерализм) и социал-демократии.
Различие между негативной и позитивной свободами описано Исайей Берлином в его лекции «Две концепции свободы». По мнению Берлина, это различие тесно связано с политической традицией. Понятие негативной свободы связано с британскими философами, такими как Локк, Гоббс, Адам Смит, Джереми Бентам, а понятие позитивной свободы — с континентальными мыслителями — Гегелем, Руссо, Гердером и Марксом.
По мнению Берлина,

…значение [свободы в негативном смысле] подразумевается в ответе на вопрос: «Какова та область, в рамках которой субъекту — будь то человек или группа людей — разрешено или должно быть разрешено делать то, что он способен делать, или быть тем, кем он способен быть, не подвергаясь вмешательству со стороны других людей?».
Ограничения негативной свободы налагаются людьми и не связаны с естественными причинами или неспособностью самого индивида.
Гельвеций ясно выражает эту точку зрения:

Свободный человек — это человек, который не закован в кандалы, не заключён в тюрьму, не запуган как раб страхом наказания… неумение летать как орёл или плавать как кит не является отсутствием свободы.
Марксисты и социалисты считали ошибочным различение негативной и позитивной свободы, утверждая, что позитивная и негативная свободы на практике являются неразличимыми или не могут существовать одна без другой.

## Обзор
Исайя Берлин выделял два основных типа свободы. Утверждение «Я никому не раб» Берлин описывал как характерное для негативной свободы, то есть свободы от прямого вмешательства со стороны другого индивида. В качестве противопоставления Берлин использовал присущее позитивной свободе утверждение «Я сам себе хозяин», заявление о свободе выбора своего собственного пути в жизни.
Чарльз Тэйлор поясняет, что негативная свобода представляет собой идею «возможности» («opportunity-concept»), когда индивид обретает негативную свободу в том случае, если не порабощён внешними силами и имеет равный доступ к общественным ресурсам (независимо от того, как он решает проводить своё время). Позитивная свобода, утверждает Тэйлор, опирается на идею «осуществления» («exercise-concept»): обладание позитивной свободой может означать, что индивид свободен внутренне и должен быть способен благоразумно действовать в соответствии со своим «Я». Предположим, богатый и влиятельный деятель является одновременно наркоманом. Он может обладать большой негативной свободой, но иметь очень мало позитивной свободы, согласно Тэйлору. Позитивная свобода влечёт за собой пребывание в положении взрослого, зрелого человека, способного принимать решения, свободного от внутренних ограничителей (слабость, страх, невежественность и т. п.).
Психоаналитик Франкфуртской школы и философ-гуманист Эрих Фромм в своей работе 1941 года «Бегство от Свободы» проводит границу между позитивной и негативной свободой, предвосхищая труд Исайи Берлина более чем на десятилетие. Фромм считает, что различие между двумя типами свободы появилось в процессе эволюции человека и обусловлено появлением высшей нервной деятельности, не свойственной прочим живым существам. Фромм определяет «свободу от совершения чего-либо» как, в том числе, свободу от инстинктивной предопределённости человеческой деятельности. Таким образом, приобретение человеком негативной свободы для Фромма обозначает становление его как разумного вида, свободного от основного инстинкта.